# Lispocephala mikii
Lispocephala mikii este o specie de muște din genul Lispocephala, familia Muscidae. A fost descrisă pentru prima dată de Gabriel Strobl în anul 1893. Conform Catalogue of Life specia Lispocephala mikii nu are subspecii cunoscute.